# New California (Ohio)
New California es un lugar designado por el censo ubicado en el condado de Union en el estado estadounidense de Ohio. En el Censo de 2010 tenía una población de 1411 habitantes y una densidad poblacional de 259,8 personas por km².

## Geografía
New California se encuentra ubicado en las coordenadas 40°8′48″N 83°14′12″O / 40.14667, -83.23667. Según la Oficina del Censo de los Estados Unidos, New California tiene una superficie total de 5.43 km², de la cual 5.35 km² corresponden a tierra firme y (1.53%) 0.08 km² es agua.

## Demografía
Según el censo de 2010, había 1411 personas residiendo en New California. La densidad de población era de 259,8 hab./km². De los 1411 habitantes, New California estaba compuesto por el 96.03% blancos, el 1.13% eran afroamericanos, el 0% eran amerindios, el 1.63% eran asiáticos, el 0% eran isleños del Pacífico, el 0.14% eran de otras razas y el 1.06% pertenecían a dos o más razas. Del total de la población el 0.71% eran hispanos o latinos de cualquier raza.